# Curtara schaumi
Curtara schaumi är en insektsart som beskrevs av Carl Stål 1864. Curtara schaumi ingår i släktet Curtara och familjen dvärgstritar. Inga underarter finns listade i Catalogue of Life.